# ジョナサン・エドルズ
ジョナサン・エドルズ（Jonathan Eddolls、1981年2月1日 - ）は、イギリス出身のF1エンジニア。
現在、スクーデリア・アルファタウリのトラックサイド・エンジニアリングの責任者。

## キャリア
大学で機械工学を学び、その後ウィリアムズF1で夏のインターンシップに参加した。
グローブの戦隊に大きな影響を与えたため、大学院エンジニアとしてのフルタイムのポジションを提供され、部門間をローテーションした。
最終的にエドルズはデータとパフォーマンス・エンジニアリングに注力し、2010年から 2011年にはルーベンス・バリチェロのデータ・エンジニアになり、その後同じ役割をブルーノ・セナに提供した。
2013年、バルテリ・ボッタスのレース・エンジニアに昇進。
初年度は期待外れでだったが、ボッタスが複数の表彰台を記録し、2014年と2015年の両方でトップ6に入ったため、2014年から2016年にかけて彼らは素晴らしいチームであることを証明した 。
2017年、ホンダPUの到着に揃えて、エドルズはウィリアムズを離れてトロ・ロッソに移籍し、トラックサイド・エンジニアリングの責任者としての新たな挑戦を求め、アルファタウリとなったチームで挑戦を続けている。
現在の役割は、特定の週末に両方の車から最大のパフォーマンスを引き出すことで、トラックサイドのアルファタウリガレージの2台の車の2つのエンジニアリングチームと、ファエンツア後方サポート部隊のギヨーム・デゾトゥーのパフォーマンスグループと密接に協力している。